# Средња машинска школа (Нови Сад)
Средња машинска школа (СМШ) једна је од 33 средњих школи у Новом Саду и једна од највећих средњих школа у Војводини. Основана је 1936. године од стране Министарства трговина и индустрије. Током своје дуге историје претрпела је многобројне значајне промене. У модерној историји, школу похађа преко 900 ђака, док је број запослених око 130. Школа пружа средњошколско стручно образовање у области машинства и нуди образовне профиле као што су техничари за машинство, механичари и оператери на CNC машинама, омогућавајући ученицима стицање теоријских знања и практичних вештина. Настава се одвија у кабинетима и радионицама опремљеним за наставу. Школа је укључена у систем дуалног образовања у Србији, који повезује образовање са праксом у привредним субјектима, пружајући ученицима прилику за стицање радног искуства током школовања.
Школа је неколико пута мењала назив. Под овим именом постоји од 27. новембра 1990.

## Историја
Изучавање метала у новосадским школама почело је школске 1909. године, када се у занатској школи изучавало ковање. До 1911. већ су се школовали бравари, лимари стругари, машинбравари и водоинсталатери. Најважнији премет је била пракса која се највише и изучавала. Од општих предмета оцењивало се читање, писање, кореспонденција, рачун, геометрија, књиговодство владање и вредноћа. Машинска занимања постала су популарна много пре оснивања прве машинске школе 1936.
Прва машинска школа у Новом Саду основана је од стране Министарства за трговину и индустрију, као један од два одсека Државне средње техничке школе у Школској улици. Од самог почетка, школа је привлачила многобројне ученике из унутрашњости. Схвативши је као озбиљну школу министри трговине и индустрије држали су је под својим управом.
Током свог рада школа је претрпела многобројне промене. За време Другог светског рата била је окупирана и претворена у искључиво мађарску школу. После окупације је економски уништена, а сва опрема којем је располагала била је уништена.
Школу је похађало више од 50.000 ђака. Највише ученика имала је 1975. године. Чак 2.500 ученика било је смештено у 83 одељења. Многи њени ученици и професори били су великани Србије. Најзначајнији је свакако ратни херој Бошко Палковљевић – Пинки, познат још и по демократском штрајку који је уздрмао Нови Сад. Касније ће се његово име употребљавати као име школе.
Данас Средња машинска школа представља образовну институцију која се простире на преко 12.000 m² затвореног и око 24.000 m² отвореног простора. Једна је од највећих и најопремљенијих машинских школа у региону.

## Образовни профили

### Трогодишњи смерови (2023)
- Индустријски механичар
- Бравар Заваривач
- Аутолимар
- Инсталатер водовода грејања и клима уређаја
- Механичар моторних возила (Аутомеханичар)
- Оператер машинске обраде резањем

### Четворогодишњи смерови (2024)
- Техничар за компјутерско управљање (CNC) машина
- Техничар грејања и климатизације
- Машински техничар моторних возила
- Машински техничар за компјутерско конструисање
- Техничар за индустријску роботику
- Техничар за дизајн у машинству

## Опремљеност
Опремљеност кабинета и учионица, креће се од 80% до 100%. Последњих година, школа улаже велике инвестиције у опремање и реновирање школе. Полако се стари намештај замењује новим, набавља се новији прибори потребни за рад.
Поред великог броја високотехнолошких опрема, школа поседује многобројне машине потребне за стицање знања из практичне наставе. Недавно је набавила аутомобил на коме многобројни механичари и лимари изводе вежбе. Доста од тих машина старе су и по неколико деценија, па их је управа школе поставила у сталној поставци школског музеја.
Школа је и власник многих музичких инструмената, на којима ђаци свирају приликом школских празновања.

## Библиотека школе
Школска библиотека поседује око 31.000 књига у преко 10.000 наслова (до 1944. бројала је само 519 наслова). Од тог броја 65% чине лектире. Остатак представља колекцију од низ збирки, лексикона, енциклопедија које су веома тражене од стране ученика. Поред стручних, налази се и мноштво књига из других профила.
У последњих неколико година, школа улаже велике инвестиције у опремању библиотеке. Током школске 2005/2006. године комплетна библиотека је реновирана. Набављен је нови канцеларијски намештај, старе полице замењене су новим, а и намештај мини читаонице је замењен.
Сваке године се фонт обогаћује новим издањима. Само током 2006/7. купљено је преко 1.000 књига.
Технолошке иновације, допринеле су да се све књиге компјутерски обрађују. Према речима надлежних, постоји иницијатива да се у најскоријем периоду ученицима омогући коришћење о-лине услуга у самој библиотеци.

## Војвођански центар за учење на даљину
Први центар за учење на даљину у Војводини званично је отворен у Средњој машинској 28. јануара 2008. Ученицима ове школе настава из ProEngineer-а преко интернета доступна је већ три године. Поред многобројних лекција и примера моделирања ђацима је омогућено и провера знања из одређеног дела градива из ProEngineer-а. Одређени број предавања доступно је и без налогним члановима.
Захваљујући првом војвођанском центру за учење на даљини, поред предавања из ProEngineer-а (који се изучава кроз неколико предмета конструисања и моделирања), биће омогућено и праћење наставе и из српског, математике, физике, аутоматизације и роботике, историје, географије и осталих предмета који се изучавају у СМШ-и. Уз једноставно коришћење рачунара ученицима ће градиво бити доступно са било ког места у било које време и тиме ће школа радити 24 сата дневно. За оне ученике које не поседују персонални рачунар, садржај центра моћи ће да прате преко школских умрежених рачунара у наставном и ваннаставном времену.
Пројекат који је осмислио Зоран Растовић, Радован Јелача и Бранко Шипка финансира Извршно веће Војводине. Поред главног центра који ће бити у Средњој машинској школи у Новом Саду у реализацији је отварање још 12 војвођанских потцентара.
Овакав начин учења који већ неколико година функционише у свим развијенијим земљама света дало је позитивне резултате. Поред усавршавања коришћења нових технологија ниво знања ученика и њихова заинтересованост за поједине предмете у сталном је расту. Само су ученици СМШ освојили преко 70 титула на разним такмичењима из моделирања и конструисања уз помоћ постојећег онлајн система за учење.

### Технолошке иновације
Ходајући у корак са временом и њеним технолошким достигнућима СМШ је једна од водећих школа у Србији.
Школа поседује преко 150 рачунара, ТФТ монитора, неколико пројектора последње генерације, на десетине ласерских штампача, скенера, на десетине ТВ пријемника, ДВД плејера, филмску камеру....
„... Машинска школа је прва у Војводини у којој ће ученици радити са роботом....“
Робот од 800.000 динара, у кабинету вредном 5.000.000 повезан је компјутер и ЦНЦ машина, а ученици и професори имају задатак да напишу програм и припреме техничку документацију, да би робот правилно функционисао и израдио неки део или алат.
Од 2007. године школа је у сарадњи са републичким институцијама за реконструкцију и развој школства, омогућило електронску проверу успеха ученика. Са јединственим ЈМБГ-ом и тајним пин-кодом оцене се могу проверавати путем интернета, смс порука и говорног аутомата позивањем телефонског броја.

## Секције
Због великих интересовања ученика за ваннаставне активности професори Средње машинске школе основали су неколико секција. Поред драмско-рецитаторских, спортских и музичких секција велики успех има и секција Компјутерско Конструисање коју су поред ученика, средином 2010. похађа и неколико студената и ученици основних новосадских школа чије је интересовање за ProEngineer-ом тада било активно. Ученици секције освајали су значајне међународне награде. Велике успехе секција бележи и на Тесла фесту, где је само током 2007. освојила златну, сребрну и бронзану медаљу. Преласком на нове програме, секција је касније угашена.
Током школске 2006-2007. године основана и секција друштвених и природних наука Свет и Ми која је за кратко време успела да добије велику медијску популарност праћену кроз неколико телевизијских емисија.
Значајну улогу у ваннаставним активностима има драмско-рецитаторска секција.

## Школски часопис
Машинац је био часопис ученика и професора Средње машинске школе који се у новом издању штампа од 2000. године. Тираж Машинца је био 1000 примерака. Лист је излази до четири пута током једне школске године. Током 2020. године школски лист је почео да излази под именом Мађинац новог доба.

## Безбедност
Безбедност школе свакако је једна од најбитнијих ставки сваког родитеља. Од 2005. школа поседује видео надзор. У свим ходницима, и на свим спратовима постављено је по неколико камера. Чак су и ученички тоалети под видео надзором, наравно не нарушавајући приватност ученика.
Школа има и посебно обезбеђење и портире који су у школу 24 сати дневно, током целе године.
Такође, у многобројним учионицама постављени су и аларми.

## Ученици
Средњу машинску школу је у 2024. години похађало око 900 ученика распоређених у око 35 одељења и то у 12 смерова. У зависности од образовног профила, школовање траје од три до четири године, и по завршетку четвртог степена ученик има звање техничара средње стручне спреме.

### Некадашњи ученици, а данас познате личности
Током свог вишевековног рада, школу је похађало преко 50.000 ученика. Међу њима је било и талентованих спортиста, будућих професора, уметника, бизнисмена... Међу спортистима најистакнутији су били Синиша Ковачевић, вице првак света у џудоу и атлетичар Антон Гухак. Као будући професори истакли су се Јанко Ходолић, Ратко Гатало, Мирко Бабић, Теодор Атанацковић, Милан Мартиновић, Вукман Човић, Ристо Ковач, Бранислав Протић и Богдан Станић. Као бизнисмени показали су се Сима Матић, Јосип Бехеранов и Драган Летић. Александар Крстић и Владислав Рајчетић постали су познати уметници.

## Наставнички кадар
Наставнички кадар СМШ чине професори:
- стручних предмета
- практичне наставе
- рачунара и информатике
- машинских материјала
- компјутерске графике
- електротехнике
- техничког цртања
- техничке физике
- аутоматизације управљања и рачунарства
- биологије
- хемије
- физике
- музике
- филозофије
- социологије
- ликовног
- историје
- географије
- српског
- математике
- физичког
- веронауке
- грађанског васпитања

## Ваннаставнички кадар
Поред многобројних професора у Средњој машинској школи запослени су и:
- Директор
  - Заменик директора
    - Помоћник директора
- Педагошко-психолошка-социолошка служба
  - педагози
  - психолози
  - психо-терапеути
  - правници
  - социолог
- организатор наставе
- служба за безбедност
- портирска служба
- референт за ученичка питања
- референт набавке
- раднице за одржавање чистоће у школи
- раднице за одржавање чистоће у радионичком блоку

## Директори
Током своје историје, дуге преко 70 година, школом је управљало 14 директора. Од почетка оснивање машинског центра влада је желела да он прерасте у водећи центар машинства у региону. Због тога је у првих неколико деценија бирала и постављала директоре машинске школе.
Први директор био је Штирски-Николајевић Мирослав док данашњу функцију обавља Владимир Гавранић.

### Списак досадашњих директора
- Штирски-Николајевић Мирослав (1936.) – владин директор
- Секулац Мирослав (1937.) – владин директор
- Пауновић К. Владимир.
- Сенткути Феликс (1941-? )
- Часал Ђула (?-1944.)
- Боривоје Јовановић.
- Боривоје Гагић.) – владин директор
- Георгије Слатвински.)
- Пејић Јованка (1963.) - владин директор
- Жиковић Ненад
- Пргомеља Никола
- Ђурашевић Гојко
- Дабетић Радомир
- Вукчевић Јован
- Милош Мазалица
- Владимир Гавранић (2016.) - садашњи директор

## Прилаз школи
Средња машинска школа налази се на Булевару Краља Александра Првог, бр. 38, једном од најпрометнијих булевара у Новом Саду. Захваљујући томе до ње је лако стићи. Поред саме школе пролазе градске линије бр. 3 и 8.
Од аутобуске и железничке станице удаљена је око 300m, што омогућава брз долазак ученика и запослених из свих праваца.